# گالسترند (دهانه)
گالسترند یک دهانه برخوردی در ماه‌ است.

## دهانه‌های اقماری
این دهانه ۱ دهانه اقماری دارد.
| Gullstrand | عرض جغرافیایی | طول جغرافیایی | قطر          |
| ---------- | ------------- | ------------- | ------------ |
| C          | ۴۶.۸° N       | ۱۲۶.۶° W      | ۱۵.۰ کیلومتر |